# Milano-Modena 1942
La Milano-Modena 1942, trentatreesima edizione della corsa, si svolse il 12 luglio 1942 su un percorso di 181 km con partenza a Milano e arrivo a Modena. Organizzata dall'U.C. Modenese e riservata a professionisti di II categoria e indipendenti, fu vinta dall'italiano Diego Marabelli, che completò il percorso in 5h06'00", alla media di 35,480 km/h, precedendo i connazionali Mario De Benedetti e Glauco Servadei. Conclusero la prova 33 dei 41 ciclisti al via.

## Percorso
Dopo il via da Rogoredo, località alla periferia sud-est di Milano, il percorso attraversò nell'ordine Tavazzano, Lodi (km 27), Casalpusterlengo, Santo Stefano Lodigiano, Piacenza, Fidenza, Parma (km 121,5), Cadè e Reggio Emilia per giungere al velodromo di Piazza d'Armi a Modena, sede del traguardo.

## Ordine d'arrivo (Top 10)
| Pos. | Corridore          | Squadra       | Tempo    |
| ---- | ------------------ | ------------- | -------- |
| 1    | Diego Marabelli    | Aquilano      | 5h06'00" |
| 2    | Mario De Benedetti | Legnano       | a 6"     |
| 3    | Glauco Servadei    | Bianchi       | a 30"    |
| 4    | Quirino Toccaceli  | M. Postelegr. | s.t.     |
| 5    | Oreste Conte       | Viscontea     | s.t.     |
| 6    | Giovanni Brotto    | Bianchi       | s.t.     |
| 7    | Pietro Chiappini   | Legnano       | s.t.     |
| 8    | Edoardo Taddei     | Dop. MATER    | s.t.     |
| 9    | Giuseppe Magni     | -             | s.t.     |
| 10   | Luciano Succi      | Olmo          | s.t.     |